# Aldo Cucchi
Aldo Cucchi (Reggio Emilia, 27 dicembre 1911 – Bologna, 8 maggio 1983) è stato un partigiano e politico italiano.

## Biografia
Laureato in medicina e chirurgia, Aldo Cucchi prende parte alla seconda guerra mondiale come sottotenente medico sul fronte greco-albanese e viene trasferito nel 1942 all'ospedale di Bologna con il grado di tenente. Dopo l'armistizio dell'8 settembre 1943 partecipa attivamente ai movimenti di resistenza con il nome di battaglia di Jacopo arrivando nel 1945 ad essere vicecomandante della divisione partigiana Bologna. Terminata la guerra, svolge la professione di medico legale.

### Parlamentare
Nel 1948 viene eletto deputato per il Partito comunista italiano, al quale era già aderente in clandestinità dal 1936. Nel 1951 si distacca dal partito comunista assieme a Valdo Magnani in seguito ad una crisi di coscienza nei confronti del partito, evento per il quale Palmiro Togliatti li definì come "pidocchi nella criniera di un nobile cavallo da corsa". Sempre nel 1951 fonda il Movimento Lavoratori Italiani e fu nel 1953 tra i fondatori dell'Unione Socialista Indipendente. Concluse la sua vita politica nelle file del Partito Socialista Democratico Italiano.

### Il viaggio nell'Unione Sovietica
Nel 1950, Aldo Cucchi, con alcuni esponenti comunisti e sindacalisti compì un viaggio nell'URSS visitando Minsk, Mosca, Kiev e Leningrado. Di questa esperienza, riportò fedelmente i fatti in Una delegazione italiana in Russia, racconti pubblicati inizialmente a puntate su alcuni giornali e nel 1952 come libro.
(Aldo Cucchi a proposito del suo libro)

## Riconoscimenti
- 15 giugno 1950 - Cittadino onorario di Bologna[4]

## Pubblicazioni
- Una delegazione italiana in Russia, Mursia 2008, ISBN 978-88-425-4047-2
- Crisi di una generazione, E/O 1995, scritto con Valdo Maganani
- Tre amici di Mario Tobino (1988)[5]. Nel romanzo autobiografico, Tobino racconta dell'amicizia con Aldo Cucchi, indicato col nome fittizio di Aldo Turri. I capitoli finali descrivono la "battaglia dolorosa" per troncare con il PCI.